# Nemipterus virgatus
Nemipterus virgatus е вид лъчеперка от семейство Nemipteridae. Видът е световно застрашен, със статут Уязвим.

## Разпространение
Разпространен е в Австралия (Западна Австралия и Северна територия), Виетнам, Индонезия, Китай (Гуандун, Джъдзян, Дзянсу, Фудзиен, Хайнан и Шандун), Макао, Малайзия, Провинции в КНР, Тайван, Филипини, Хонконг, Южна Корея и Япония.